# Cine Modelo
El Cine Modelo (Modelo Zinema en euskera) es una sala de cine en Zarauz. Fue construido en 1948 por el arquitecto Félix Llanos Cabecera. La sala fue proyectada por iniciativa privada, cerrándose en 2012 por escasez de público. Al año siguiente fue comprado por el Ayuntamiento de Zarautz, convirtiéndose en un cine público. Las renovaciones se llevaron a cabo en 2017 duraron hasta 2019.
Combina diferentes estilos arquitectónicos, pero generalmente tiene un aspecto racionalista.